# 東京ソラマチ
東京ソラマチ（とうきょうソラマチ、英語: Tokyo Solamachi）は、東京都墨田区押上一丁目1番2号（東京スカイツリータウン）に所在するショッピングセンター。東京スカイツリーに併設されている。
運営は東武鉄道株式会社の子会社東武タウンソラマチ株式会社。2012年（平成24年）5月22日に開業した。

## 概要
東京スカイツリーの根元に立地し、東京スカイツリータウンを構成する主な施設のひとつである。2011年（平成23年）11月27日に報道関係者向けに内装作業前の内部が公開された。
2012年12月3日、同年の新語・流行語大賞トップテンに選出された。

## 主要テナント
テナントは地下3階と1階から8階、30階・31階に入居する。1階東側は「ソラマチ商店街」、2階西側は「フードマルシェ」、3階西側は「ソラマチタベテラス」、6階・7階は「ソラマチダイニング」となっている。
出店テナント全店の一覧・詳細情報は公式サイト「お店を探す」を参照。斜体は東京スカイツリーイーストタワーに入居しているが、東京ソラマチのテナントにも属するテナント。
- マツモトキヨシ（1階）
- TOKYO SKYTREE TOWN STUDIO（サテライトスタジオ、1階）
- One Two Tree! with ranKing ranQueen（1階）
- 北野エース（グロサリー、2階）
- 魚力（鮮魚、2階）
- ニュー・クイック（精肉、2階）
- 二木の菓子（2階）
- ポンパドウル（ベーカリー、2階）
- 三省堂書店（2階）
- ZARA（2階）
- ロクシタン（2階）
- BEAUTY&YOUTH UNITED ARROWS（2階）
- PLAZA（2階）
- earth music&ecology super premium（3階）
- ディズニーストア（3階）
- UNIQLO（3階）
- UNITED ARROWS green label relaxing（3階）
- URBAN RESEARCH Store（3階）
- Loft（3階）
- Tree Village（民放テレビ局のグッズ販売店、4階）
- NHKキャラクターショップ（4階）
- とちまるショップ（栃木県のアンテナショップ、4階）
- 鳩居堂（4階）
- だがし 夢や（4階）
- ポケモンセンタースカイツリータウン（4階）
- カービィカフェ TOKYO（4階）
- すみだ水族館（5階・6階）
- J:COM Wonder Studio（5階）
- THE SKYTREE SHOP（スカイツリーグッズ公式ショップ、5階）
- 産業観光プラザ すみだ まち処（5階）
- コニカミノルタプラネタリウム 天空 in 東京スカイツリータウン（7階）
- 世界のビール博物館（7階）
- 千葉工業大学 東京スカイツリータウンキャンパス（8階）
- 郵政博物館（9階）
- 献血ルームfeel（10階）
- 天空LOUNGE TOP of TREE（31階）

施設の紹介
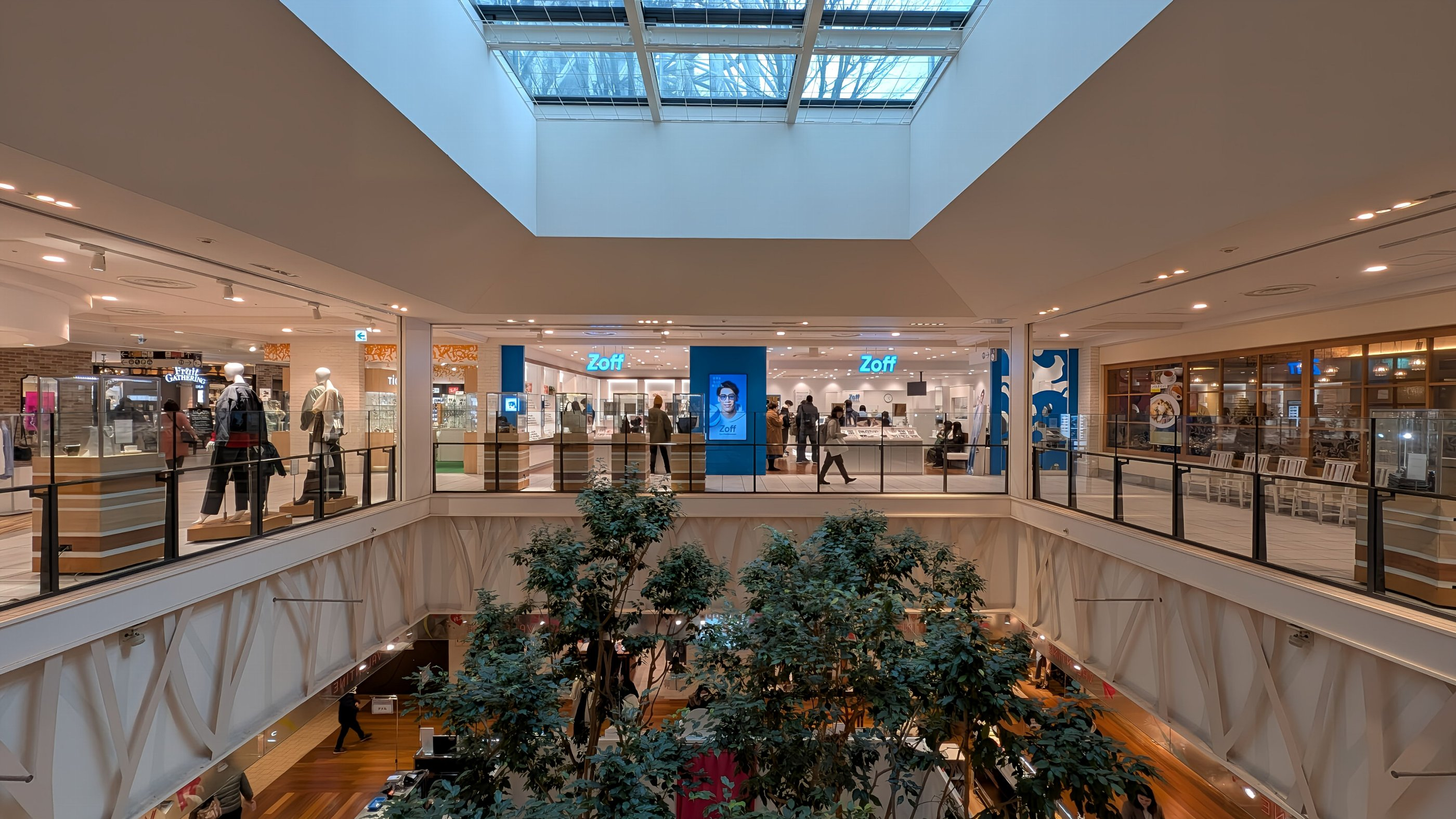
3F イーストヤード 8番地 ファッションゾーン
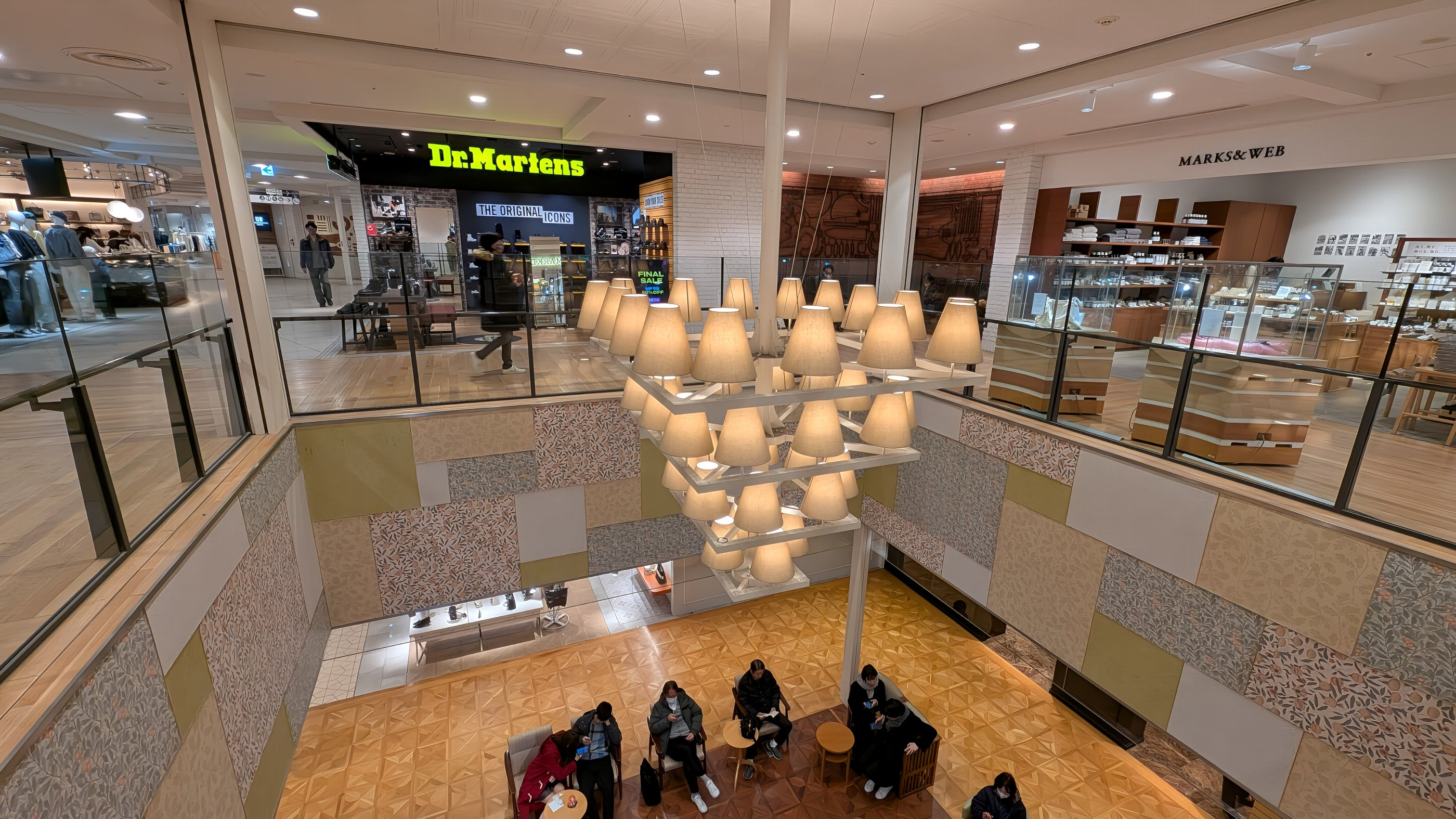
3F ファッションゾーンF イーストヤード 10番
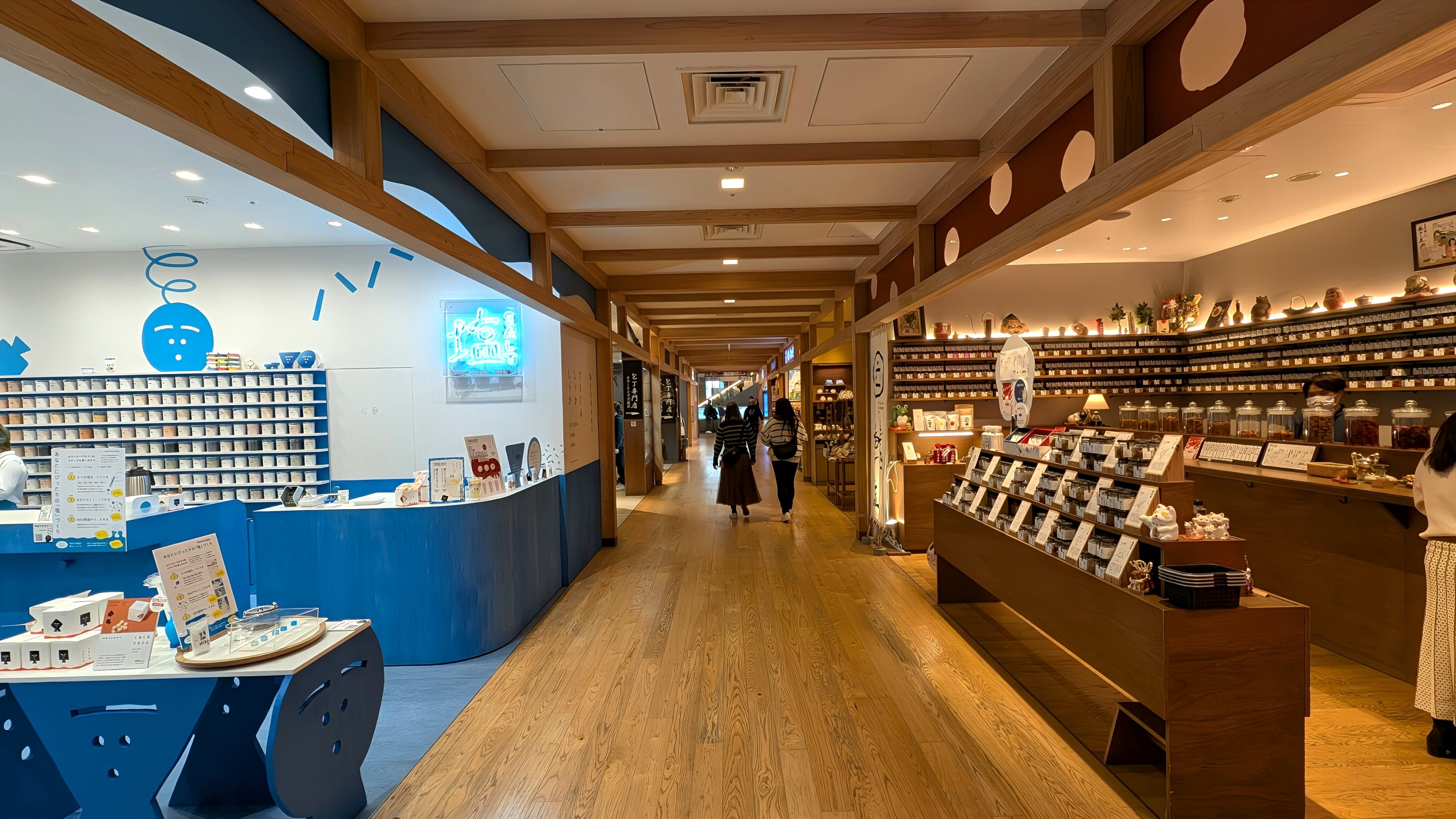
4F ジャパンスーベニア
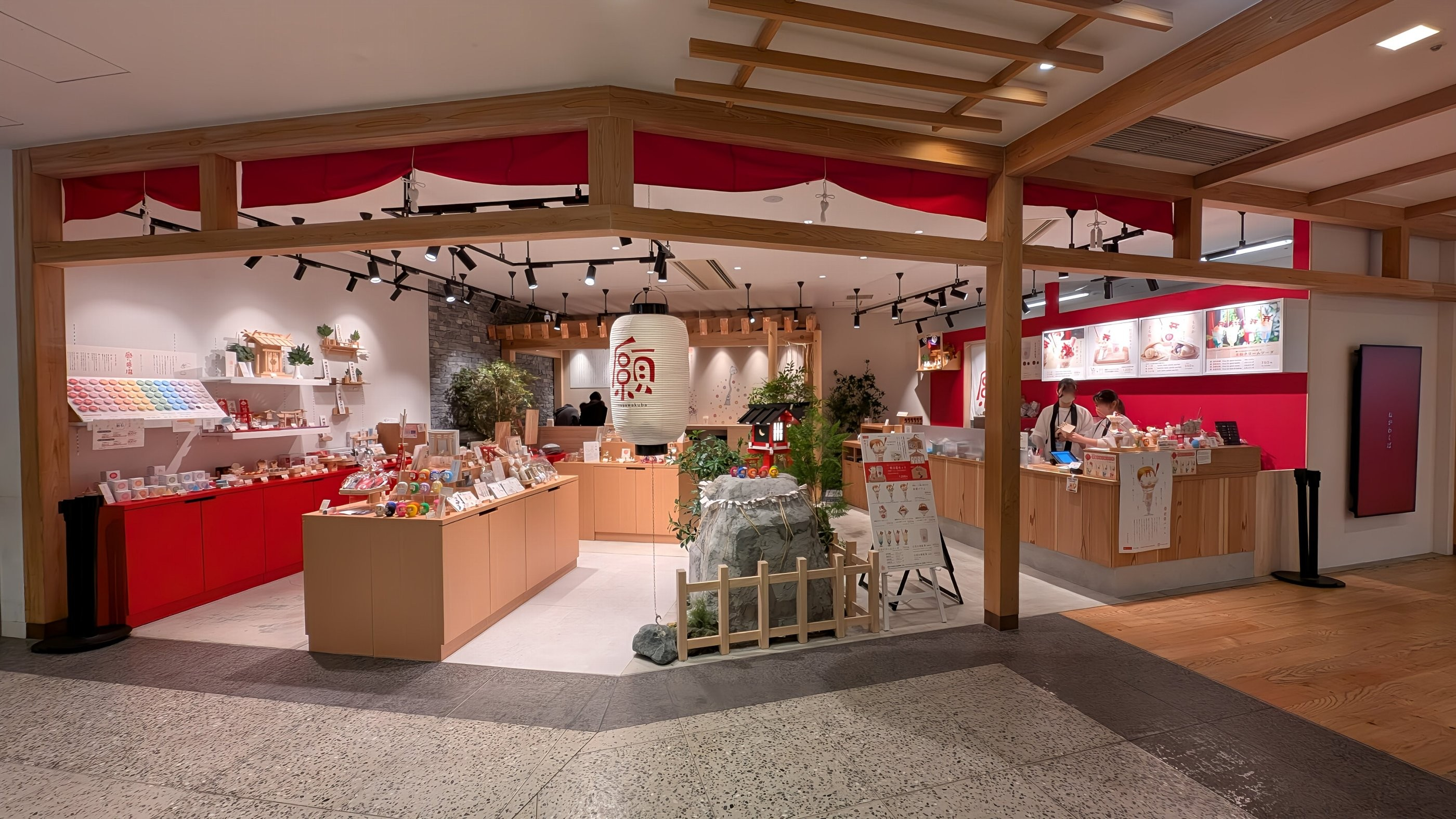
4F ジャパンスーベニアの願
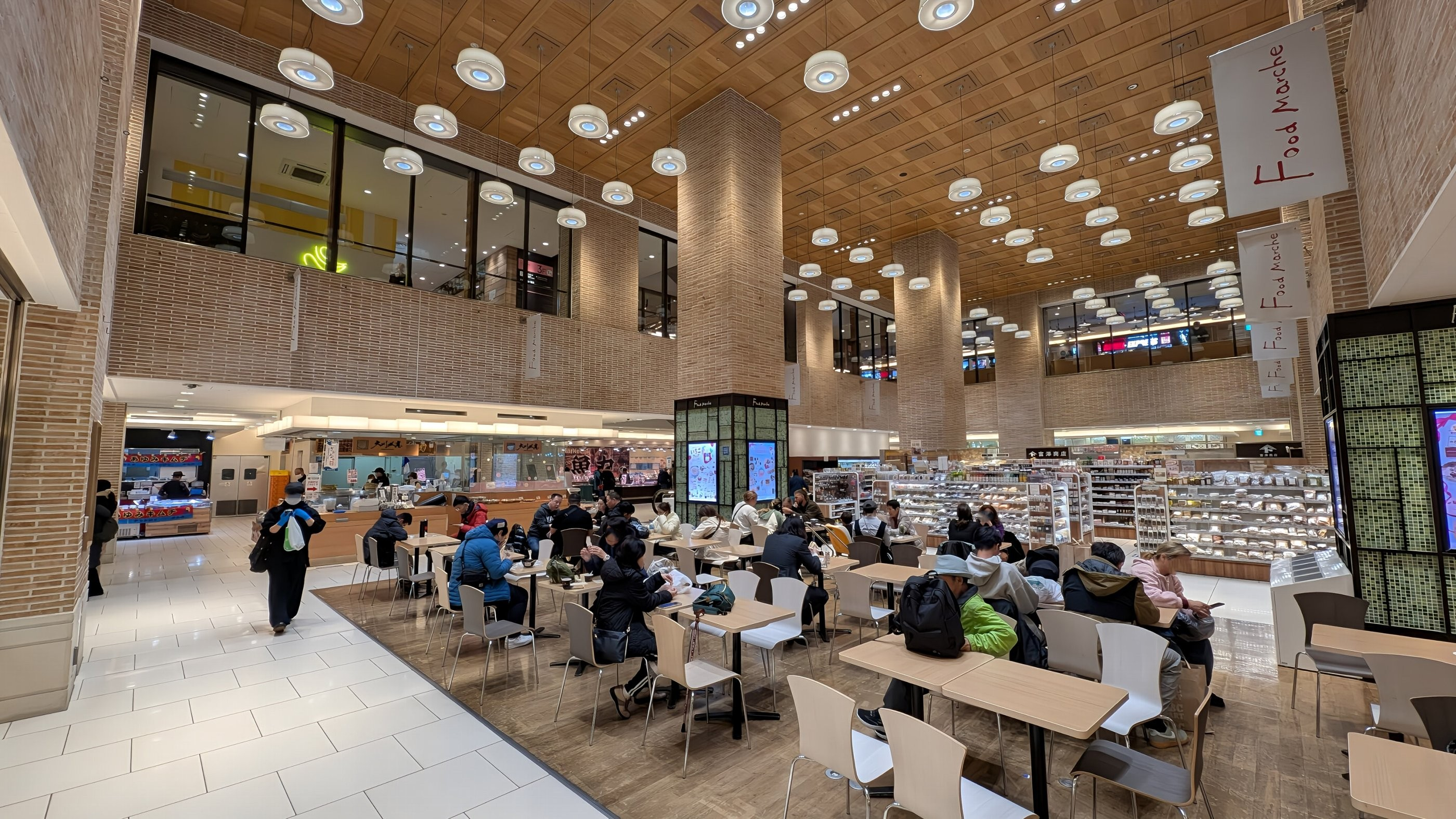
フードマルシェ
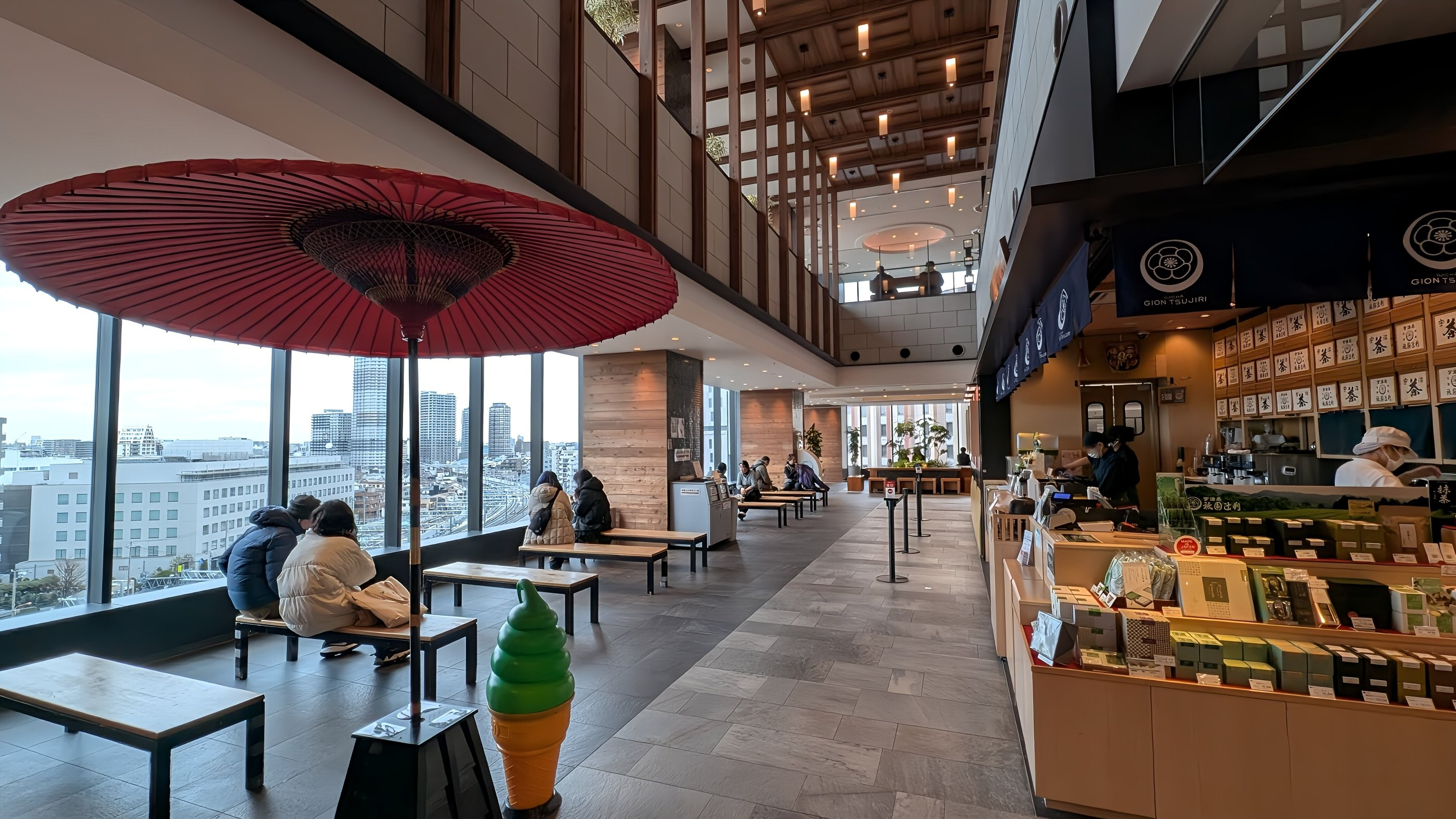
6F ソラマチダイニング
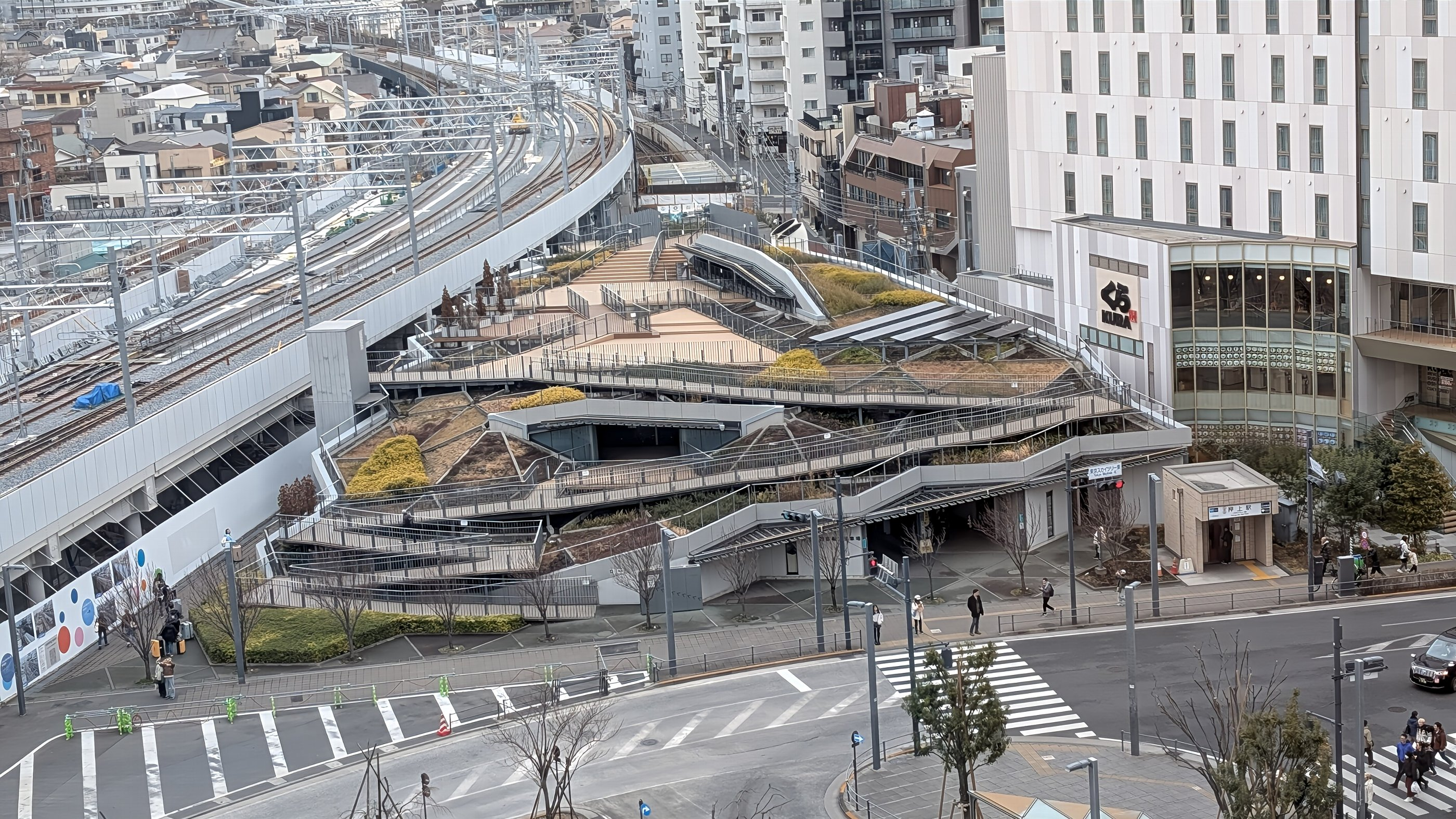
6Fから押上駅駐輪場を見下ろす
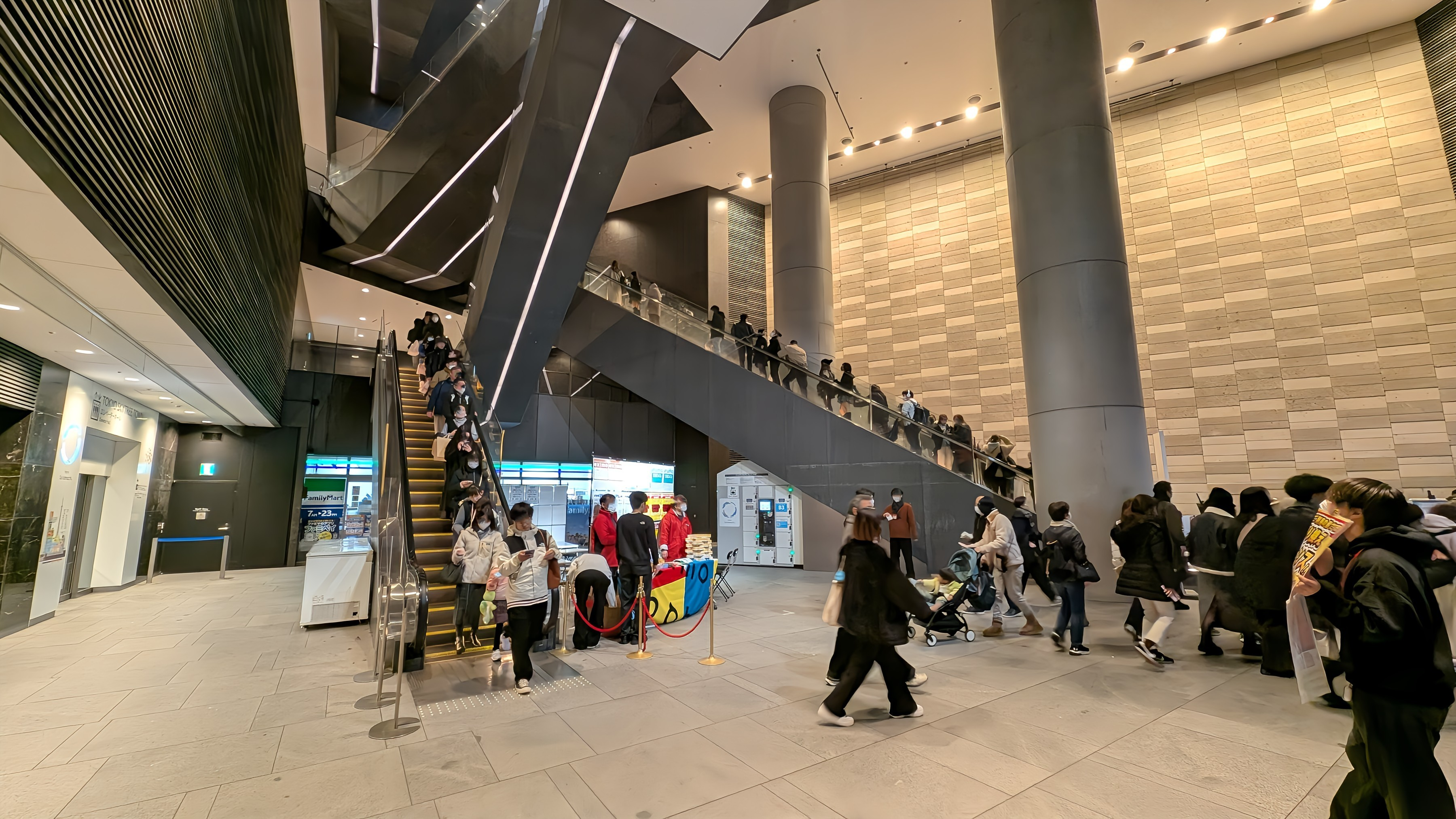
B3F 押上駅連絡フロア

### 閉店したテナント
- 東武百貨店 東京ソラマチ店（4階） - 2016年1月31日閉店
- 国分オフィシャルショップ「問屋国分」（5階） - 2015年3月31日閉店

### その他サービス
詳細は公式サイト「施設・サービス」を参照。
- 案内所（1階・3階・4階）
- コインロッカー
- 喫煙所
- レンタサイクルサービス